# Авіамістечко (Мелітополь)
Авіамістечко — мікрорайон у північно-західній частині Мелітополя. Авіамістечко побудоване при військовому аеродромі, де дислокується 25-та військово-транспортна авіаційна бригада (військова частина А-3840).

## Географічне положення та транспорт
Авіамістечко розташоване в північно-західній частині Мелітополя. Уздовж східної межі авіамістечка проходить залізниця, за якою знаходяться історичні райони Кізіяр та Північний Переїзд. На південь від авіамістечка розташована Юрівка. На захід від авіамістечка знаходиться військовий аеродром.

## Історія
Військові об'єкти на території нинішнього авіамістечка знаходились ще до війни. 1958 року зі Стрия сюди був переведений Стрийський авіаційний полк. До 1961 році в авіамістечку вже були побудовані 10 двох-трьох-поверхових будинків та кілька одноповерхових «фінських» будиночків.